# Schkeuditz
Schkeuditz är en stad i Landkreis Nordsachsen i förbundslandet Sachsen i Tyskland. Staden har cirka 19 000 invånare.